# منطقة خالية من المثليين
المناطق الخالية من المثليين (بالبولندية: Strefy wolne od LGBT) هي بلديات ومناطق في بولندا أعلنت عدم ترحيبها بحقوق مجتمع الميم بهدف حظر مسيرات المساواة وغيرها من أحداث من تنظيم أفراد مجتمع الميم. بحلول يونيو عام 2020، اعتمدت حوالي 100 بلدية وخمس محافظات، تشمل ثلث البلاد، قرارات تدعم وجود «مناطق خالية من المثليين». اعتبارًا من أكتوبر عام 2023، تم إلغاء معظم تلك القرارات أو سحبها.
مُورِسَ الضغط على معظم القرارات المعتمدة من قبل منظمة كاثوليكية محافظة للغاية، أوردو يوريس. في حين أن القرارات كانت غير قابلة للتنفيذ ورمزية في المقام الأول، إلا أنها مثلت محاولة لوصم أفراد مجتمع الميم. تعتبر مجلة ذي إيكونوميست تلك المناطق «وسيلة غير فعالة للتحايل من الناحية القانونية مع التأثير العملي لإعلان الموسم المفتوح على المثليين». في تقرير صدر في ديسمبر عام 2020، صرح مفوض مجلس أوروبا لحقوق الإنسان أنه «بعيدًا عن كونها مجرد كلمات على الورق، إلا أن هذه الإعلانات والمواثيق تؤثر بشكل مباشر على حياة المثليين في بولندا». يجادل المؤيدون بأن تلك المناطق تدافع عن القيم العائلية التقليدية، بينما يجادل المعارضون بأنها تقوض حقوق المثليين في بولندا.
في 18 ديسمبر عام 2019، صوت البرلمان الأوروبي بمعدل 463 مقابل 107 صوت لإدانة أكثر من 80 محافظة من هذا القبيل في بولندا. في سبتمبر عام 2021، سحبت أربعة من المحافظات تأييدها بعد أن هدد الاتحاد الأوروبي بوقف التمويل. طعن ديوان المظالم في بولندا في العديد من قرارات المناطق الخالية من المثليين. في يوليو عام 2020، قضت المحاكم الإدارية في غليفيتسه ورادوم بأن «المناطق الحرة لأيديولوجية المثليين» التي أنشأتها السلطات المحلية في إستبنا وغمينا كلو على التوالي هي لاغية وباطلة، مؤكدةً بأنها تنتهك الدستور وتدعم التمييز ضد أعضاء مجتمع المثليين الذين يعيشون في تلك المحافظات. في أغسطس وسبتمبر من نفس العام، أصدرت محكمة فويفوديشيب الإدارية في لوبلين وكيلسي على التوالي أحكامًا مماثلة بشأن المناطق الخالية من المثليين. بعد استئناف القرارات، وافقت المحكمة الإدارية العليا على قرارات المحاكم الأربع المذكورة أعلاه في يونيو عام 2022.
منذ يوليو عام 2020، رفض الاتحاد الأوروبي التمويل من قِبَل الصناديق الهيكلية والاستثمارية للمحافظات التي تبنت إعلانات «خالية من المثليين» والتي تنتهك ميثاق الحقوق الأساسية للاتحاد الأوروبي. تُعد بولندا الدولة العضو الوحيدة التي اختارت عدم الانضمام إلى ميثاق الحقوق الأساسية، الذي وقعته عند انضمامها إلى الاتحاد الأوروبي في عام 2004. وبالإضافة إلى ذلك، جمدت عدة مدن شقيقة أوروبية شراكاتها مع للمحافظات البولندية المعنية. نظرًا لانتهاكها القانون الأوروبي، بما في ذلك المادة 7 من معاهدة الاتحاد الأوروبي، اعتُبرت هذه المناطق جزءًا من الأزمة الدستورية البولندية.